# Подколоднов, Виктор Гаврилович
Ви́ктор Гаври́лович Подколо́днов (18 января 1918, Камышинский уезд, Саратовская губерния — 9 июля 1944, около Турийска, Волынская область) — советский военнослужащий, участник Великой Отечественной войны, командир эскадрильи 72-го отдельного разведывательного авиаполка (6-я воздушная армия, Северо-Западный фронт), майор, Герой Советского Союза.

## Биография
Виктор Гаврилович Подколоднов родился 18 января 1918 года на хуторе Рыбушка Саратовской губернии.
В Красной Армии с августа 1936 года. В 1939 году окончил Сталинградское военное училище пилотов, на фронтах Великой Отечественной войны с июня 1941 года.
К июню 1943 года совершил 119 боевых вылетов на разведку с фотографированием.
Звание Героя Советского Союза с вручением ордена Ленина и медали «Золотая Звезда» присвоено 8 сентября 1943 года.
В 1944 году командовал эскадрильей 72-го отдельного разведывательного авиационного Петрозаводского полка. Погиб 9 июля 1944 года в воздушном бою — был сбит в районе города Турийск. Был похоронен на братском кладбище в фольварке Рудно, в 5 км юго-восточнее Турийска; позднее перезахоронен в Ковеле.

### Семья
Отец — Гаврил Максимович Подколоднов.

## Награды
- Медаль «Золотая Звезда» Героя Советского Союза и орден Ленина (8 сентября 1943)[4]
- Орден Ленина (9.9.1942)[10]
- Два ордена Красного Знамени (15.5.1942[11], 1.05.1944[12])
- Орден Отечественной войны I степени (22.02.1943)[13]

## Память
Имя В. Г. Подколоднова носит улица в Астрахани.